# Raphael Obermair
Raphael Obermair (* 1. April 1996 in Prien am Chiemsee) ist ein deutscher Fußballspieler philippinischer Abstammung. Er steht beim SC Paderborn 07 unter Vertrag.

## Karriere

### Beginn beim TuS Prien
Obermair begann in der Jugendabteilung des Mehrspartensportvereins TuS Prien mit dem Fußballspielen und wechselte dann zum TSV 1860 Rosenheim. Dort rückte er zur Saison 2014/15 in die erste Mannschaft auf, die gerade in die fünftklassige Bayernliga Süd abgestiegen war. Er konnte sich auf Anhieb in der Mannschaft etablieren, bestritt 30 der 36 Ligaspiele, in denen er zwei Tore erzielte, sowie zwei der drei Pokalspiele. Mit der Mannschaft erreichte er jedoch nur einen Platz im Mittelfeld der Tabelle und auch im Pokal scheiterte man frühzeitig. Die Folgesaison begann denkbar schlecht, Obermair schied mit seinem Team gleich im ersten Pflichtspiel beim sechstklassigen Landesligisten FC Deisenhofen aus dem Pokalwettbewerb aus. Die Saison in der Liga verlief erfolgreicher, Obermair bestritt alle Spiele, erzielte zwei Tore und trug damit zum Erreichen des dritten Platzes bei, der aufgrund des Verzichts des zweitplatzierten SV Pullach für die Teilnahme an der Relegation zur Regionalliga Bayern reichte. Dort zog man zwar zunächst gegen die zweite Mannschaft des FC Augsburg den Kürzeren, da sich jedoch zwei Tage später der Regionalligameister Jahn Regensburg in den Aufstiegsspielen zur 3. Liga durchsetzen konnte, war ein Platz in der Regionalliga freigeworden, den die beiden Relegationsverlierer unter sich ausspielten und Rosenheim setzte sich dabei gegen Viktoria Aschaffenburg durch. Obermair bestritt alle vier Aufstiegsspiele über die volle Spielzeit.

### Wechsel zum FC Bayern München
Zu Saisonbeginn 2016/17 wurde er vom FC Bayern München für dessen Amateurmannschaft in der Regionalliga Bayern verpflichtet, fiel jedoch aufgrund einer noch bei den Rosenheimern erlittenen Verletzung, die sich als Bruch des Schienbeinkopfs herausgestellt hatte, für die gesamte Saisonvorbereitung aus. Im zweiten Punktspiel auswärts beim SV Seligenporten saß er dann auf der Ersatzbank und kam an den folgenden Spieltagen unter Trainer Heiko Vogel zu mehreren Kurzeinsätzen, in denen er zwei Tore erzielte. Bereits im September eroberte sich der vielseitig einsetzbare Obermair einen Stammplatz in seiner neuen Mannschaft, kam am Saisonende auf 33 Punktspiele, vier Tore und zehn Torvorlagen und belegte mit der Mannschaft letztendlich den zweiten Platz in der Abschlusstabelle. Obermairs Qualitäten waren den Verantwortlichen der Profimannschaft nicht verborgen geblieben und so reiste er im Januar 2017 mit den Profis ins Trainingslager nach Doha und kam dort in einem Testspiel gegen den belgischen Erstligisten KAS Eupen als Einwechselspieler zum Einsatz. Zudem gehörte er im April 2017 zum Kader im Bundesligaspiel bei Bayer 04 Leverkusen, wurde jedoch nicht eingesetzt. In der Regionalliga-Saison 2017/18, nun unter Trainer Tim Walter, war Obermair weiterhin Stammspieler bei den Bayern-Amateuren, fehlte im Frühjahr jedoch verletzungsbedingt mehrere Wochen. Er bestritt insgesamt 29 Punktspiele und erzielte dabei fünf Tore. Mit der Mannschaft wurde er erneut Zweiter in der Regionalliga Bayern. Bei den Profis kam er in jener Saison zu drei Einsätzen als Einwechselspieler in zwei Saisonvorbereitungsspielen gegen unterklassige Gegner sowie bei einem Spiel bei Kickers Offenbach zur finanziellen Unterstützung des Regionalligisten.

### Erste Liga und Europapokal in Graz
Zur Saison 2018/19 wechselte er zum österreichischen Pokalsieger und Vizemeister SK Sturm Graz, bei dem er einen bis 30. Juni 2020 laufenden Vertrag erhielt. Hier traf er wieder auf Heiko Vogel, seinen ehemaligen Trainer beim FC Bayern. Sein erstes Pflichtspiel für seinen neuen Verein war das Erstrunden-Pokalspiel gegen den viertklassigen ASV Siegendorf. Beim 2:0-Sieg seiner Mannschaft spielte er die volle Spielzeit. Seine erste Europapokalreise führte ihn kurz darauf nach Amsterdam zum Champions-League-Qualifikationsspiel gegen Ajax, bei der 0:2-Niederlage der Grazer blieb er jedoch auf der Ersatzbank. Sein Debüt in der Bundesliga gab er am 28. Juli 2018, als er am ersten Spieltag jener Saison im Heimspiel gegen den Aufsteiger TSV Hartberg in der Startelf stand und in der 53. Minute durch Philipp Huspek ersetzt wurde. Bis Saisonende kam er in vier Bundesligaspielen für die Grazer zum Einsatz.

### Rückkehr nach Deutschland
Im August 2019 kehrte er nach Deutschland zurück und wechselte zum Drittligisten FC Carl Zeiss Jena, bei dem er einen bis Juni 2021 laufenden Vertrag erhielt. Zur Saison 2020/21 wurde er vom 1. FC Magdeburg verpflichtet, für den er am 13. und 20. September 2020 im DFB-Pokal-Wettbewerb und in der Liga erstmals zum Einsatz kam. Ab der Saison 2022/23 spielt er für den Zweitligisten SC Paderborn 07.

## Erfolge
1. FC Magdeburg
- Meister 3. Liga 2022 und Aufstieg in die 2. Bundesliga